# Кічура Леся Володимирівна
Леся Володимирівна Кічу́ра (* 4 листопада 1981, Старий Яричів Кам'янка-Бузького району Львівської області) — українська казкарка, письменниця та журналістка, кандидатка наук із соціальних комунікацій, провідна редакторка театру імені М. Заньковецької (м. Львів).

## Життєпис
Народилася в невеличкому селі біля Львова. Навчалася у місцевій загальноосвітній школі I-III ст. смт. Новий Яричів, яку закінчила на відмінно 1999 р.
Опісля вступила до Львівського національного університету імені Івана Франка на факультет журналістики, спеціалізація "Редагування і видавнича справа". Навчання закінчила 2004 р. з дипломом із відзнакою.
Упродовж  2007 - 2010 рр. навчалася в аспірантурі ЛНУ ім. І. Франка. Захистила кандидатську роботу на здобуття наукового ступеня кандидата наук із соціальних комунікацій (2011 р.).
З серпня 2004 року й досі[коли?] працює провідною редакторкою літературної частини Національного академічного українського драматичного театру імені Марії Заньковецької.
Мала досвід викладацького стажу. Впродовж 2011 - 2017 рр. була доцентом кафедри української преси факультету журналістики ЛНУ ім. І. Франка. Проводила лекційні та практичні заняття також на факультеті «Культури і мистецтв».
Телевізійний досвід – була авторкою та ведучою телевізійної програми «Книжковий клуб Форуму видавців» на телеканалі "ПравдаТут", в рамках якої гості студії обговорювали нові книжкові видання (вересень 2017 р.)
Журналістсько-редакторський досвід:
- 2004 - й досі – провідна редакторка літературної частини Національного академічного українського драматичного театру імені Марії Заньковецької;
- 2004 - 2005 – позаштатна журналістка видань «Твій журнал» та «1st avenue»;
- 2005 - 2009 – головна редакторка всеукраїнського глянцевого журналу «Твоє весілля»;
- 2012 - 2017 – головна редакторка всеукраїнської газети «Найкращі жіночі історії» [Архівовано 5 серпня 2020 у Wayback Machine.];
- 2010 - 2019 – головна редакторка всеукраїнської дитячої газети «Абетка казок» [Архівовано 5 серпня 2020 у Wayback Machine.].

Видала 9 збірок авторських казок - серія "Добрі мамині казки".
2017 р. започаткувала соціально-книжковий проєкт "Добрі мамині казки" задля популяризації дитячого читання.
Авторка мандрує зі своїми казками дитячими закладами України.

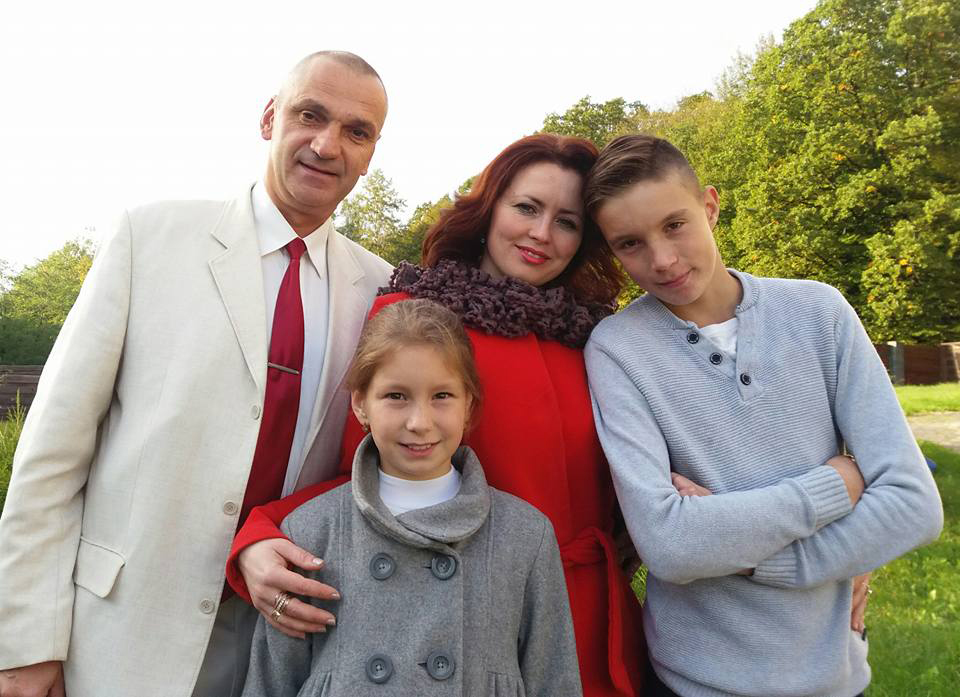
Леся Кічура з чоловіком Миколою Єнкало, сином Максиміліаном та донькою Діаною

Одружена з Миколою Володимировичем Єнка́лом (1963 р.н.). Виховує сина Максиміліа́на (2005 р.н.), доньку Діану (2008 р.н.) та сина Владисла́ва (2020 р.н.).
Живе в заміському будинку та творить казки.
Серед захоплень – книги (особливо дитячі), фільми та відпочинок на природі.

## Творчість
Свою першу казку Леся Кічура написала для кількамісячного сина у 2005 р., вона мала назву «Турботлива корівка». У липні 2006 р. казка «Турботлива корівка» перемогла на конкурсі журналу «Твой Малыш», хоча обіцяного подарунку за перемогу авторка так і не отримала. А в  2010 році казка була надрукована на сторінках всеукраїнського журналу «Малятко» і за її мотивами на сторінках журналу була саморобка-витинанка для малят.
Співпраця з цим виданням в казкарки триває й досі. Після народження доньки у 2008 році казок у доробку ставало все більше й більше. Тож 14 лютого 2017 р. в Міжнародний день дарування книг казкарка започаткувала свій соціально-книжковий проєкт «Добрі мамині казки». 
Перша книжка вийшла у світ 1 червня 2017 р. у Міжнародний день захисту дітей під однойменною назвою «Добрі мамині казки». Наклад цієї збірки поновлювали тричі і він сягнув 6 тис. примірників.

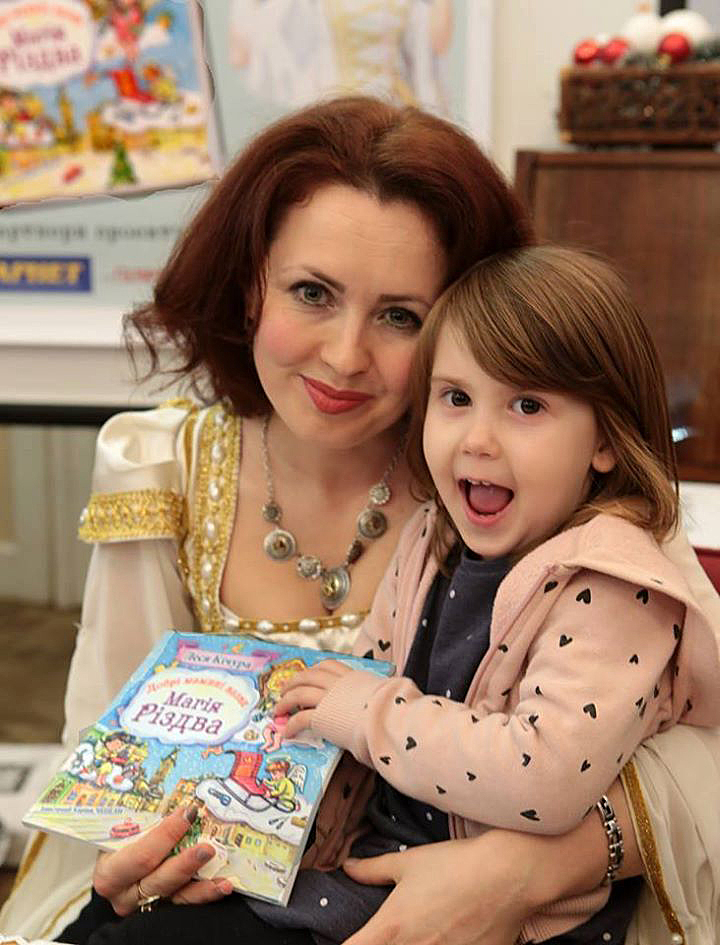
Казкарка Леся Кічура та її читачка на презентації другої збірки казок

Упродовж 6-ти років письменниця видала у світ 9 авторських збірок казок із розмальовками. Наклад усіх книг поновлювався по декілька разів, що свідчить про безмір читацької любові.
Завдяки яскравому костюмованому образу на презентаціях книжок, її впізнають як львівську казкову фею.
Казки Лесі Кічури читають усюди: на теренах України та за кордоном. Герої авторки вже дісталися Іспанії, Італії, Великої Британії, Франції, Ізраїлю, Німеччини, Польщі, Ісландії, Америки, Австралії та Нової Зеландії. Збірки казкарки замовляють для школярів українських недільних шкіл у Коннектикуті, Мадриді та Парижі.
У рамках проекту здійснено важливу соціальну місію – 5 збірок казок було видано шрифтом Брайля з тактильними малюнками, які можна оглянути на дотик. Ці книжки також мають аудіоверсію в новому поданні – через QR-код. Тексти начитані голосом автора. Проект здійснено у співпраці з Ресурсним центром НУ «Львівська політехніка», директором якого є Оксана Потимко.
У цьому форматі вийшли у світ книги: «Добрі мамині казки», «Магія Різдва», «Мандри», «Музей іграшок» та «Час різдвяного дива».
Весь наклад книг безкоштовно передано до спеціалізованих закладів, бібліотек та адресно для незрячих діток України.

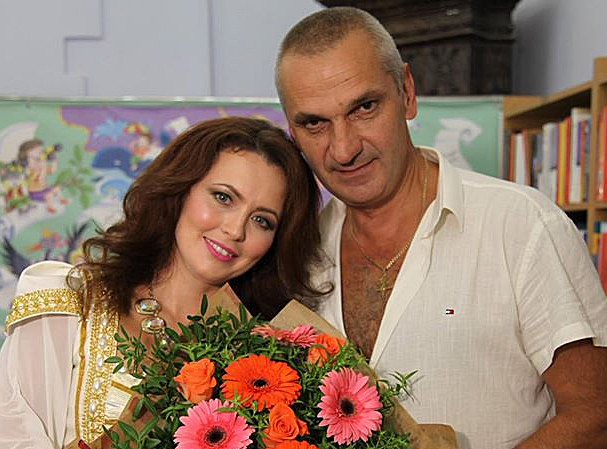
Леся Кічура з чоловіком Миколою Єнкало на презентації її збірки казок "Добрі мамині казки. Мандри"

В жовтні 2020 р. казка Лесі Кічури «Ображена гумка» увійшла до першої україномовної збірки казок, виданої шрифтом Брайля в Угорщині. Видання інклюзивної україномовної збірки казок «Казковий дивосвіт» шрифтом Брайля стало непересічною подією в мистецько-літературному житті українців в Угорщині. Серед імен казкарів у книзі зазначені: Еліна Заржицька, Ольга Репіна, Любов Швець, Дзвінка Дячок, Леся Кічура, Інна Калина та Сашко Дерманський. Видання містить кольорові ілюстрації для читачів з важким порушенням зору, які здійснив український художник Олександр Гембік. Для незрячих читачів пропонуються рельєфно-крапкові ілюстрації, які можна відчути на дотик, адаптовані українською художницею Ольгою Разлом. Примірники книги безкоштовно передано до Угорської Національної бібліотеки ім. Ференца Сечені та Державної Бібліотеки Іноземної Літератури м. Будапешт. Крім того, видання також безоплатно надіслано до бібліотек України. А подарункові видання  надіслані українським незрячим читачам Туреччини, Угорщини, Іспанії та Канади. Над виданням працювали упорядники: Володимир Вакуленко-К. – засновник міжнародного проєкту «Зірки на долонях», та Уляна Княгинецька – ініціаторка та засновниця Міжнародного проєкту «Дитяча українська казка XXI століття».
Влітку  2023 р. збірка казок «Найкращі. Добрі мамині казки» Лесі Кічури стала переможницею конкурсу "Книжкова Львівщина" у номінації "Дитяча і підліткова книга". Премію в розмірі 40 тис. грн. авторка витратила на оформлення 9-ї книги казок «Час різдвяного дива».
Задля промоції власного соціально-книжкового проєкту «Добрі мамині казки» авторка влаштовує творчі зустрічі для малечі у школах, бібліотеках, творчих центрах.

Мета проєкту – популяризувати читання в молодшому шкільному віці і знайомити дітей з автором книги. Казкарка переконана, що книжка завжди має приходити до дитини цікаво, тож під час своїх авторських зустрічей пропонує дітям відеопрезентації, вікторини та забави.
За час тривалості проєкту письменниця подарувала близько 10000 книг школам, бібліотекам, дитячим центрам та малечі з багатодітних сімей.

## Книжкові премії та нагороди
- Лауреатка міжнародної літературно-мистецької премії імені Пантелеймона Куліша за 2016 рік - за популяризацію української літератури й культури, значний внесок у розвиток газет та журналів для дітей і молоді.[48]
- Казка «Ображена гумка» Лесі Кічури (з дебютної книги письменниці) увійшла до міжнародного книжкового проєкту, який організували самоврядування українців Уйбуди, м. Будапешт. В рамках проєкту була видана збірка «Казковий дивосвіт. Дитяча українська казка XXI століття» (2019).[49]
Автор проєкту Уляна Княгинецька, голова самоврядування українців Уйбуди.  Співорганізаторами виступили Національна спілка письменників України, Кабінет молодого автора НСПУ та «Творча лабораторія» кафедри менеджменту шоу-бізнесу Київського національного університету культури і мистецтв.[50]
- Лауреатка літературної премії імені Наталі Забіли за 2019 рік - премія була заснована 1988 року і щороку до Дня захисту дітей вручається найкращому письменнику який публікувався в журналі "Малятко".[51][52][53][54][55][56]
- Переможниця конкурсу "Книжкова Львівщина" у номінації "Дитяча і підліткова книга", 2023 р.[32][33]

## Відеоверсії казок
Усі відеоверсії казок виготовив чоловік казкарки Микола Єнкало.
Казка "ДОБРА БАБА ЯГА" - переможець конкурсу "Батьки дають добро" на Радіо "Львівська Хвиля".
Казка увійшла в першу збірку казок Лесі Кічури - "Добрі мамині казки" та в четверту - "Улюблені".
Голоси героїв казки належать ведучим Радіо "Львівська Хвиля". Бабу Ягу озвучував Влодко Лучишин, Маринку - Галина Лірник, Христинку - Ольга Лех, слова автора читала Віра Пузенко. Музичне оформлення студії FONiЯ records. Використано ілюстрації львівської художниці Наталії Манько.
Казка "Як Бог немовлят роздавав" звучить голосом автора. Вона увійшла в першу збірку казок Лесі Кічури - "Добрі мамині казки" та в четверту - "Улюблені". Відео казки тільки за декілька місяців у мережі Фейсбук набрало понад 2 млн переглядів.
Не для комерційного використання, а тільки для задоволення малечі у відео використано малюнки та футажі з мережі Інтернет загального доступу, а також фрагменти мультфільму "Partly Cloudy" (2009, студія "PIXAR"). Використано ілюстрації львівської художниці Наталії Манько. У відео використана чарівна музика, тож вказуємо її авторів: - композиція "Under The Fence", Hachi: A Dog's Tale (Original Motion Picture Soundtrack)(саундтрек фільму "Хатіко"), автор і виконавець Jan A.P. Kaczmarek, 2009 р. - композиція "Частина 2", музика до серіалу "Ранетки", автор Сергій Мильниченко.
Казка "РІЗДВО У ЛЬВОВІ" увійшла до збірок казок "Магія Різдва" та "Улюблені".
Озвучення Віри Пузенко і FONiЯ records.
Ілюстрації - Каріни Чепели та з мережі Інтернет загального доступу.
Казка "МАЙСТЕРНЯ ЯНГОЛІВ" увійшла до збірок казок "Магія Різдва" та "Улюблені".
Озвучення Віри Пузенко і FONiЯ records.
Ілюстрації - Каріни Чепели та з мережі Інтернет загального доступу.
Казка "ОКСАНЧИНІ ВЕРЕДУЛЬКИ" увійшла до збірок казок "Добрі мамині казки" та "Улюблені".
Звучить голосом автора, Лесі Кічури.
Ілюстрації - Катерини Іванової та з мережі Інтернет загального доступу.
Казка "ОБРАЖЕНА ГУМКА" увійшла до збірок казок "Добрі мамині казки" та "Улюблені".
Озвучення Віри Пузенко і FONiЯ records. 
Ілюстрації - Катерини Іванової та з мережі Інтернет загального доступу.
Казка "Як море собі друзів шукало" увійшла до збірки казок "Мандри".
Озвучення Віри Пузенко і FONiЯ records.
Ілюстрації - Катерини Іванової та з мережі Інтернет загального доступу.
Казка "Єнот детектив" увійшла до збірки казок "Мандри".
Озвучення Віри Пузенко і FONiЯ records.
Ілюстрації - Катерини Іванової та з мережі Інтернет загального доступу.